# شهر أباد (بشاريات الغربي)
شهر أباد (بالفارسية: شهرآباد) هي قرية تقع في إيران في قسم بشاریات الغربي الریفي. يقدر عدد سكانها بـ 369 نسمة .